# Kaple Srdce Ježíšova (Blešno)
Kaple Srdce Ježíšova je římskokatolická kaple v obci Blešno. Patří do farnosti Třebechovice pod Orebem. Kaple je od 31. prosince 2015 chráněna jako kulturní památka České republiky.

## Historie
Kaple je z roku 1913, interiér byl renovován v roce 2002 a kaple znovu vysvěcena královéhradeckým arcibiskupem Karlem Otčenáškem.

## Architektura
Kaple v novorománském slohu je příkladem typického doplňku zástavby vesnice.

## Bohoslužby
Pravidelné bohoslužby se v kapli nekonají.